# Różanki
Różanki este o arie protejată (sit de importanță comunitară — SCI) din Polonia întinsă pe o suprafață de 4,97 ha, integral pe uscat.

## Localizare
Centrul sitului Różanki este situat la coordonatele 52°47′48″N 15°21′45″E / 52.7968°N 15.3624°E.

## Înființare
Situl Różanki a fost declarat sit de importanță comunitară în ianuarie 2022 pentru a proteja un număr necunoscut de specii din flora spontană și fauna sălbatică aflate în arealul zonei.

## Biodiversitate
Situată în ecoregiunea continentală, aria protejată conține 1 habitat natural: Pajiști uscate europene.
La baza desemnării sitului se află un număr nedeclarat de specii protejate.